# Einbettungssatz von Mitchell
Der Einbettungssatz von Mitchell ist ein mathematisches Resultat über abelsche Kategorien.
Es sagt aus, dass diese zunächst sehr abstrakt definierten Kategorien sich durchaus als konkrete Kategorien von Moduln auffassen lassen.
Als Folge hiervon darf etwa das Beweisverfahren durch elementweise Diagrammjagd in beliebigen abelschen Kategorien verwendet werden. Der Satz ist nach Barry Mitchell benannt.

## Aussage des Satzes
Die genaue Aussage lautet: Sei {\displaystyle \mathbf {A} } eine kleine abelsche Kategorie. Dann gibt es einen Ring {\displaystyle R} und einen voll treuen und exakten Funktor {\displaystyle F\colon \mathbf {A} \to R{\mbox{-}}Mod} von {\displaystyle \mathbf {A} } in die Kategorie {\displaystyle R{\mbox{-}}Mod} der Links-Moduln über {\displaystyle R}.
Der Funktor {\displaystyle F} induziert eine Äquivalenz zwischen {\displaystyle \mathbf {A} } und einer Unterkategorie von {\displaystyle R{\mbox{-}}Mod}. In {\displaystyle \mathbf {A} } berechnete Kerne und Kokerne entsprechen über diese Äquivalenz den gewöhnlichen Kernen und Kokernen in {\displaystyle R{\mbox{-}}Mod}.

## Beweisidee
Die Beweisidee orientiert sich am Yoneda-Lemma.
Angenommen {\displaystyle \mathbf {A} } läge bereits in {\displaystyle R{\mbox{-}}Mod}.
Dann liefert jedes Objekt {\displaystyle X} einen linksexakten Funktor {\displaystyle \mathrm {Hom} _{\mathbf {A} }(X,-):\mathbf {A} \to \mathbf {Ab} }.
Die Zuordnung {\displaystyle X\to \mathrm {Hom} _{\mathbf {A} }(X,-)} liefert dann eine Dualität zwischen {\displaystyle R{\mbox{-}}Mod} und der Kategorie der linksexakten Funktoren von {\displaystyle \mathbf {A} } nach {\displaystyle \mathbf {Ab} }.
Um {\displaystyle R} aus {\displaystyle \mathbf {A} } zurückzugewinnen, geht man daher wie folgt vor:
In der Kategorie {\displaystyle {\mathbf {D} }} der linksexakten Funktoren von {\displaystyle \mathbf {A} } nach {\displaystyle \mathbf {Ab} } konstruiert man einen gewissen injektiven Kogenerator {\displaystyle H}, dessen Endomorphismenring man als {\displaystyle R} wählt.
Indem man für {\displaystyle X} in {\displaystyle \mathbf {A} } jeweils {\displaystyle F(X)=\mathrm {Hom} _{\mathbf {D} }(\mathrm {Hom} _{\mathbf {A} }(X,-),H)} setzt, erhält
man dann einen Funktor {\displaystyle F} mit den gewünschten Eigenschaften.

## Anwendung auf große Kategorien
Unmittelbar scheint der Einbettungssatz von Mitchell das Verfahren der Diagrammjagd nur für alle kleinen abelschen Kategorien
zu rechtfertigen.
Ist jedoch ein Diagramm zu einer beliebigen abelschen Kategorie {\displaystyle \mathbf {A} } gegeben, so betrachte man die kleinste abelsche volle Unterkategorie {\displaystyle {\mathbf {B} }} von {\displaystyle \mathbf {A} }, die alle im Diagramm auftretenden Objekte enthält. Dies ist eine kleine abelsche Kategorie.
Anschaulich formuliert nimmt man die Menge(!) der im Diagramm verwendeten Objekte als Objekte von {\displaystyle \mathbf {A} } und fügt dann wiederholt noch fehlende Kerne und Kokerne von Morphismen sowie Biprodukte von Objekten hinzu.